# М'ятович Валерій Павлович
Валерій Павлович М'ятович (нар. 15 лютого 1952, с. Кальниболота, Новоархангельський район Кіровоградська область) — український журналіст, головний редактор кропивницької газети «Народне слово» (від 1991 року). Заслужений журналіст України (1997).

## З біографії та кар'єри
Валерій Павлович М'ятович народився 15 лютого 1952 року в селі Кальниболота Новоархангельського району Кіровоградської області.
У 1969 році закінчив Хмелівську СШ Маловисківського району. Навчався в Одеському держуніверситеті, за спеціальністю — юрист.  
Від 1978 року — в журналістиці. Був редактором Любашівської районної газети «Зоря комунізму», завідувачем відділу газети «Кіровоградська правда».
У «Народному слові» — починаючи з жовтня 1990 року. У січні 1991 року затверджений головним редактором цього періодичного видання.
Від 1997 року Валерій Павлович М'ятович — Заслужений журналіст України.

## Джерело
- Газета Кіровоградської обласної ради та Кіровоградської «Народне слово» // Місто і люди. Єлисаветград — Кіровоград, 1754—2004. Ілюстрована енциклопедія. — Кіровоград:  Імекс-ЛТД, 2004. — С. 267.